# Шерман (Тексас)
Шерман (енгл. Sherman) град је у америчкој савезној држави Тексас. Налази се у округу Грејсон, чије је седиште. По попису становништва из 2010. у њему је живело 38.521 становника.

## Демографија
Према попису становништва из 2010. у граду је живело 38.521 становника, што је 3.439 (9,8%) становника више него 2000. године.
| Група             | 2000.          | 2010.          |
| Белци             | 25.485 (72,6%) | 24.423 (63,4%) |
| Афроамериканци    | 3.938 (11,2%)  | 4.265 (11,1%)  |
| Азијати           | 372 (1,1%)     | 648 (1,7%)     |
| Хиспаноамериканци | 4.260 (12,1%)  | 7.881 (20,5%)  |
| Укупно            | 35.082         | 38.521         |